# Dům U Turků
Dům U Turků, někdy také zvaný U saského dvora, byl původně novorenesanční dům č. p. 1601 na rohu Václavského náměstí (č. o. 47) a Opletalovy ulice (č. o. 1) vedle hotelu Jalta v Praze. Byl postavený podle návrhu Josefa Schulze v roce 1881, později přestavěný kanceláří architekta Bohumíra Kozáka ve stylu Art deco. V roce 2017 byl zdemolován, nahradila ho moderní kancelářská budova The Flow Building.
Dům byl někdy nesprávně nazýván jako Kozákův dům, přestože autorství, které v Kozákově případě spočívalo pouze v přestavbě fasády stavby, si architekt Kozák ve svých publikovaných spisech nikdy nenárokoval. Objekt nazývaný Kozákův dům skutečně existuje. Je situován v Růžové ulici 947/8 v Praze 1.

## Historie
Původně novorenesanční stavba vystavěná na místě starší stavby mezi roky 1880–1881. Fasáda je připisována Josefu Schulzovi. Dům původně sloužil jako rezidence manželů Benešových, v jeho vnitrobloku se nacházel domek pro služebnou. V roce 1920 zakoupila dům Česká chmelařská společnost a využívala jej jako kancelářské sídlo pro svoje úředníky.

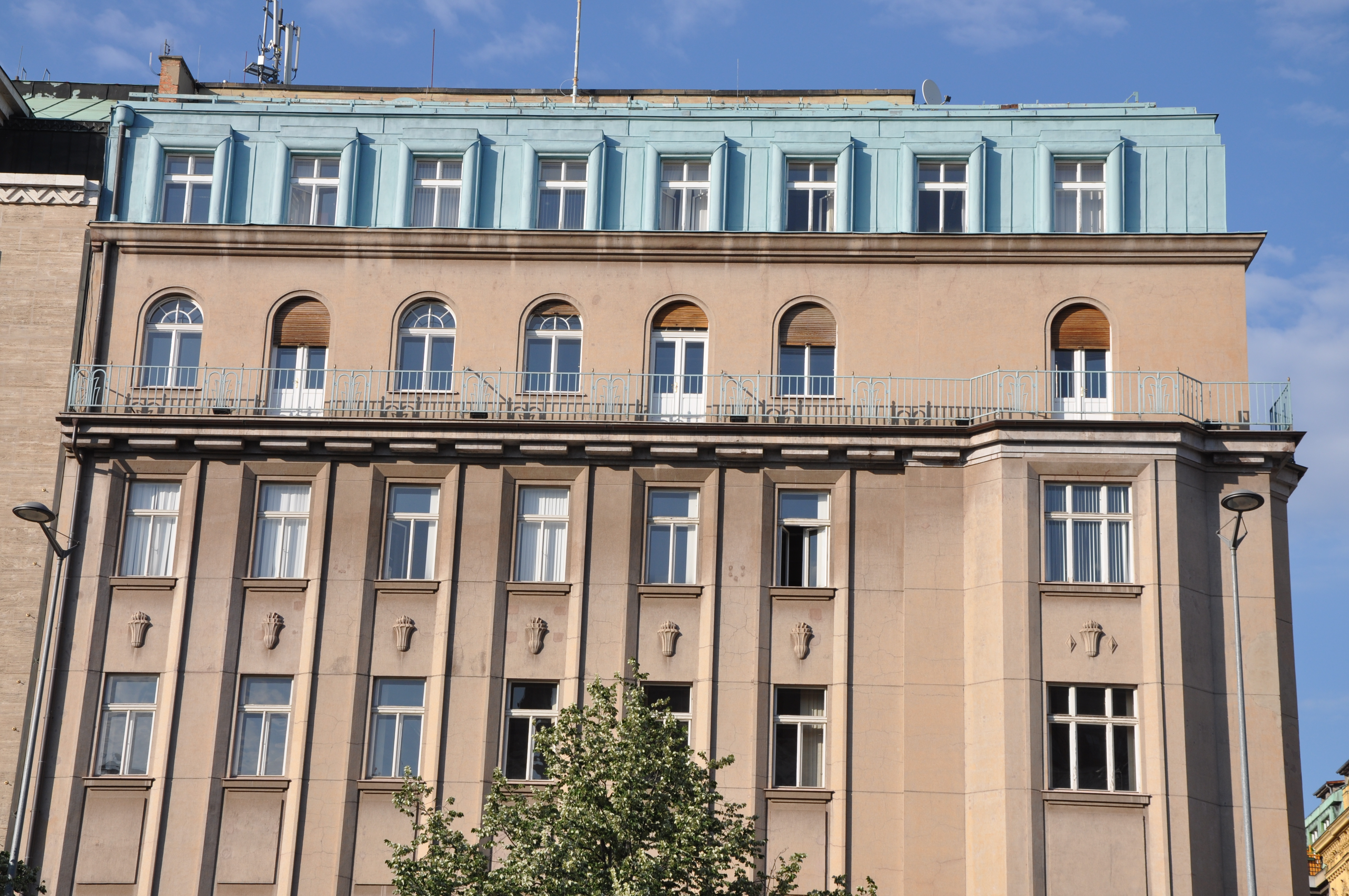
Detail dvou horních pater, která k domu byla přistavěna v roce 1922

V roce 1922 byla přistavěna dvě patra a upraveno průčelí (např. původní okenní dvojice při nároží byly nahrazeny průběžnými arkýři) podle návrhu kanceláře architekta Bohumíra Kozáka ve stylu art deco. Autorství stavby si ani po této úpravě fasády žádný z architektů ve svých publikovaných materiálech nenárokoval. V roce 1931 zde sídlila firma Arko-Film, půjčovna a prodejna zvukových filmů (Praha II, Václavském nám. 47), která později přesídlila do Štěpánské ul. 28, majitele Artura Hellera.
V roce 1945 obdržela budovu od ministerstva zemědělství redakce Zemědělských novin (orgán Jednotného svazu českých zemědělců) a „Brázda”, vydavatelství a nakladatelství Jednotného svazu českých zemědělců. a. s., podle kterého byla budova v poválečných letech nazývána (od 1. ledna 1953 Státní zemědělské nakladatelství, národní podnik, od r. 1993 Zemědělské nakladatelství Brázda, státní podnik). Do vedlejší budovy Pražské akciové tiskárny se nastěhovala firma „Brázda”, tiskové, vydavatelské a nakladatelské podniky českých zemědělců, s. r. o. (Praha II., Třída Jana Opletala 3). Před rokem 1989 býval na střeše budovy reklamní neonový nápis „Machinoexport, obráběcí stroje" z Bulharska a na budově „Zemědělské noviny”.
V roce 1956 vznikl z Opletalovy ulice průjezd do hotelu Jalta.

### Plány demolice
Roku 2009 investorská firma Václavské náměstí 19, a. s. dceřiná společnost skupiny Flow East britského, v Česku dlouhodobě žijícího, developera Jamese Woolfa), dala veřejně najevo záměr demolice domu. Ta měla začít v listopadu 2011 a od jara 2012 do roku 2014 na jeho místě měl být postaven nový objekt kancelářsko-obchodního centra.
Na podzim 2009 investor požádal Magistrát hlavního města Prahy (MHMP) o vydání závazného stanoviska k demolici objektů v Pražské památkové rezervaci a novostavby polyfunkčního domu na jejich místě. 24. června 2010 vydal odbor památkové péče jednohlasně souhlasné stanovisko (opřené mj. i o kladný posudek historika architektury Zdeňka Lukeše, jejž si od něj objednal investor) k demolici domu včetně dvorních přístaveb hotelu Jalta a torza Pražské akciové tiskárny s deseti podmínkami a stanovisko nabylo právní moci. Klub Za starou Prahu zaslal památkové inspekci ministerstva kultury podnět, v němž upozornil na řadu procedurálních pochybení v magistrátním rozhodnutí, například že se magistrát nevypořádal s faktem, že Národní památkový ústav záměr investora předtím zamítl, a naopak do odůvodnění svého rozhodnutí doslova převzal několikastránkový rozbor záměru z návrhu investora, přičemž poslední verzi záměru magistrát s Národním památkovým ústavem vůbec neprojednal.
O půl roku později ministerstvo kultury ve zkráceném přezkumném řízení bez možnosti připomínek ze strany účastníků řízení toto stanovisko magistrátu zrušilo. V rozkladovém řízení nakonec ministr kultury Jiří Besser na základě doporučení resortní rozkladové komise rozhodnutí ministerstva pocházející ze zkráceného přezkumného řízení 23. května 2011 zrušil, protože shledal, že zkrácené přezkumné řízení nebylo opodstatněné, tudíž by mohlo být soudně napadnutelné, protože prý zabránění demolice je nepřípustným „státním zásahem do práv účastníků řízení nabytých v dobré víře“. Proti demolici se vyjádřil Klub Za starou Prahu i například Václav Havel, který ale reagoval na původní nerealizovanou vizualizaci. Podle Klubu Za starou Prahu je demolice domu v rozporu s platným nařízením vlády o památkové rezervaci v hlavním městě Praze č. 66/1971 Sb. a je „nebezpečným precedentem“. Své stanovisko ministr Besser zopakoval i v září t. r. v odpověď na protestní list 13 vysokoškolských profesorů, kteří jej žádali o obnovení řízení.
Senát Parlamentu ČR sice v témže měsíci uspořádal na základě občanské petice veřejné slyšení a na schůzi 14. prosince pak přijal usnesení, v němž uznal oprávněnost občanských protestů proti zbourání a vyzval příslušné památkové orgány k dodržování zákonů, ale to nezměnilo nic na stanovisku ministerstva.
Ve snaze dům zachránit podali nejmenovaní odborníci dvakrát návrh na prohlášení za kulturní památku. Řízení trvalo od dubna 2012 a závěrem bylo zamítnutí návrhu ze strany MK ČR, které nabylo právní moci 1. října t. r. Podle zdůvodnění nebylo třeba dům zvlášť ochraňovat, protože je prý dostatečně chráněn v rámci celku pražské památkové rezervace a „závažné vady vydaného závazného stanoviska magistrátu by nebylo rozumné zhojit nadhodnocením jeho kvalit“. Nová ministryně kultury Alena Hanáková pak prozkoumala toto stanovisko a na doporučení rozkladové komise jej 1. července 2013 potvrdila – opět zazněl argument, že „práva vlastníků nabytá v dobré víře převažují nad veřejným zájmem na ochraně kulturního dědictví“ (sic!). Ombudsman Pavel Varvařovský pak již mohl ve svém prohlášení jen zkonstatovat, že „pražský magistrát zásadně chyboval při schválení demolice budov nároží Václavského náměstí a Opletalovy ulice“ a „je vytvářen stav, kdy určitý celek či území požívá památkovou ochranu, avšak jednotlivé objekty, které tvoří jeho součást nikoliv ... může dojít k tomu, že smysl památkové ochrany územního celku bude vyprázdněn“.
Praha 1 vydala 25. září 2013 rozhodnutí o odstranění stavby a o měsíc později se také skutečně začaly demolovat přilehlé zbytky budov Pražské akciové tiskárny; investorovu možnost pokračovat v bourání i domem U Turků však 10. června 2014 stavební odbor MHMP zrušil.

### Úsilí o záchranu stavby
Demonstrace 7. června 2011, pořádaná Klubem Za starou Prahu, přilákala asi tisíc účastníků a pozornost médií. Další dvě demonstrace, pořádané Občanským monitoringem, se konaly v dubnu a prosinci 2012, a to před budovou MK ČR na Valdštejnském nám. Dne 24. července 2013 se konalo další shromáždění občanů proti demolici domu, tentokrát opět zorganizované Klubem Za starou Prahu.
V srpnu 2013 byla sepsána petice s cílem zabránit demolici domu, požadující projednání této věci zastupitelstvy hlavního města Prahy a městské části Praha 1. (17. září se pak Rada HMP, jakožto účastník územního řízení, rozhodla na základě této petice skutečně se odvolat proti rozhodnutí Prahy 1 o demolici a umožnění novostavby.)
Byla též založena stránka na Facebooku s názvem Nebourejte dům Václavské náměstí 47, která monitorovala celou kauzu a proti demolici se stavěla.

### Demolice

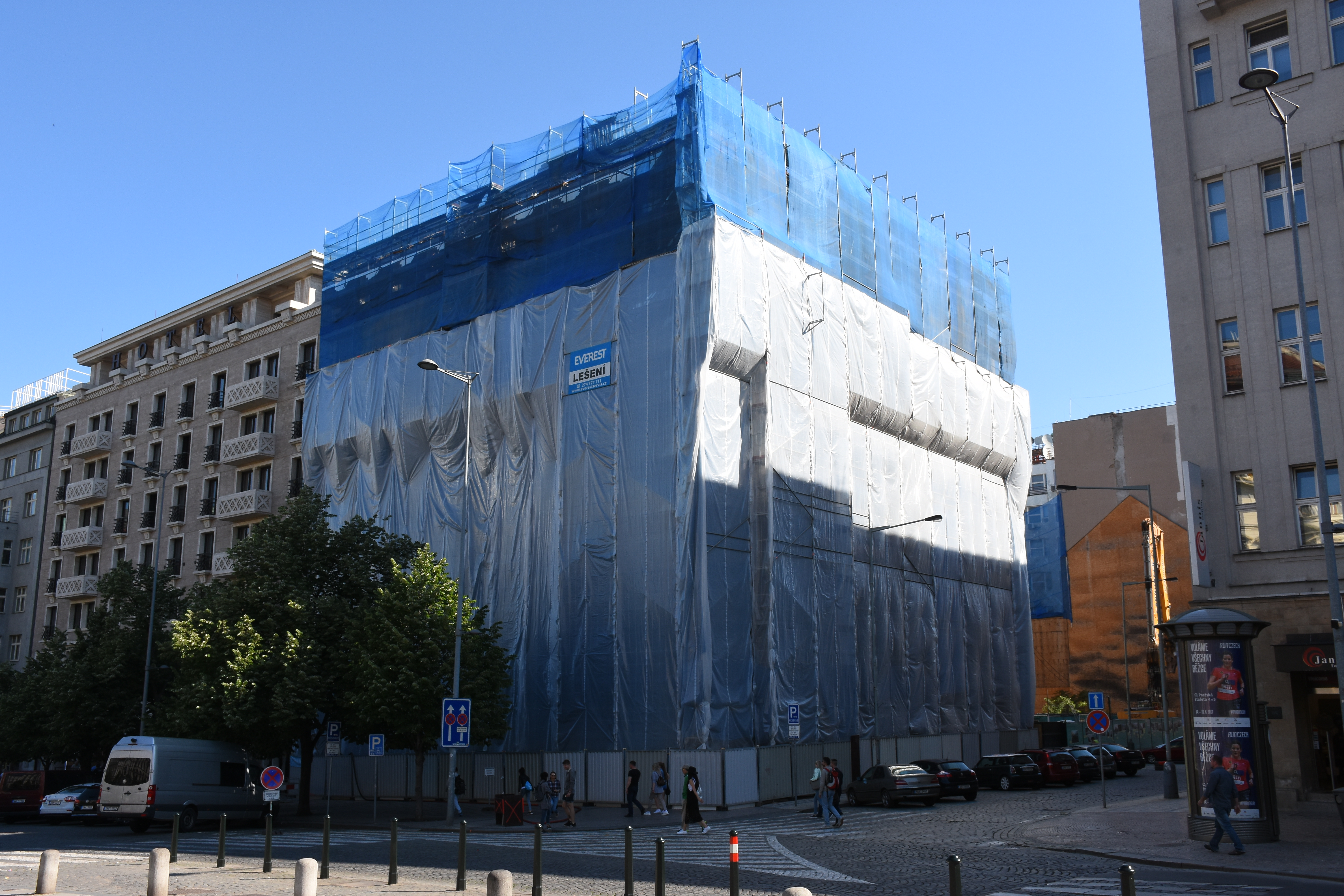
Demolice domu u Turků v červnu 2017

V dubnu 2017 vstoupil v platnost demoliční výměr povolující likvidaci domu na Václavském náměstí č. o . 47. V polovině dubna 2017 demolice začala, skončila v srpnu téhož roku. Budovu nahradila prosklená polyfunkční budova nazvaná The Flow Building (předtím pojmenovaná jako Květinový dům). Ta se rozprostírá přes pozemek domu u Turků i dříve zbourané tiskárny v Opletalově ul. Obsahuje tři patra maloobchodních prostor a sedm pater kanceláří.

#### Novostavba
V únoru 2018 začala firma Zakládání staveb s vývrty pro kotevní prvky novostavby. Podle publikovaných informací měl na parcele proběhnout archeologický výzkum. Do července 2018 byl celý rozsáhlý uvolněný pozemek vytěžen (základy starších staveb a podloží) a začaly práce na základových konstrukcích.